# Siennoj (Kraj Krasnodarski)
Siennoj (ros. Сенной) – osiedle typu wiejskiego w Rosji na Półwyspie Tamańskim, w Kraju Krasnodarskim, w rejonie tiemriukskim.
Miejscowość założona w 1794. W starożytności sięgały tu granice Królestwa Bosporańskiego, a we wczesnym średniowieczu Wielkiej Bułgarii. W pobliżu wsi znajduje się dawne greckie miasto oraz stolica Wielkiej Bułgarii – Fanagoria.
Skład etniczny w 2002:
1. Rosjanie – 79,4%
2. Bułgarzy – 5,3%
3. Tatarzy – 4,9%
4. Ukraińcy – 3,3%
5. Grecy – 2,6%
6. Ormianie – 1,8%

W miejscowości znajduje się pomnik upamiętniający ofiary katastrofy elektrowni jądrowej w Czarnobylu.